# Букаускас, Модестас
Модестас Букаускас (род. 10 февраля 1994 г.) — британский боец смешанных единоборств литовского происхождения, выступающий в полутяжёлом весе UFC. Бывший двукратный чемпион Cage Warriors в полутяжёлом весе.

## Карьера в смешанных единоборствах
Букаускас, 4-кратный чемпион Великобритании по кикбоксингу, установил рекорд 10-2 на британской сцене ММА, сражаясь в основном за промоушен Cage Warriors, где он выиграл чемпионат Cage Warriors в полутяжелом весе, нокаутировав 7-кратный норвежский национальный борец. чемпион Мартин Гамлет в четвертом раунде на Cage Warriors 106. Затем он продолжил защищать свой титул на Cage Warriors 111 против Риккардо Носильи, нокаутировав Носилья локтями в голову после того, как Носилья попытался провести тейкдаун.

### UFC
Букаускас должен был сразиться с Винисиусом Морейрой на турнире UFC on ESPN: Каттар vs. Иге 16 июля 2020 года. Однако 3 июля у Морейры был положительный результат на COVID-19, и он был исключен из турнира. Морейру заменил Андреас Михайлидис. Он выиграл бой техническим нокаутом после того, как Михайлидис не смог встать в конце раунда из-за серии ударов локтями в сторону головы. Букаускас при этом стал первым литовцем, победившим в UFC. Эта победа принесла ему награду Выступление ночи.
Букаускас встретился с Джимми Крутом 18 октября 2020 года на турнире UFC Fight Night: Ортега vs. Корейский зомби. Он проиграл бой нокаутом в первом раунде.
Букаускас встретился с Михалом Олексейчуком 27 марта 2021 года на турнире UFC 260. Он проиграл близкий бой раздельным решением судей.
Букаускас встретился с Халилом Раунтри-младшим 4 сентября 2021 года на турнире UFC Fight Night 191. Он проиграл бой техническим нокаутом во втором раунде после того, как Раунтри диагонально ударил ногой по передней ноге, вызвав травму.
20 октября 2021 года было объявлено, что Букаускас уволен из ростера UFC.

## Статистика в смешанных единоборствах
| Боёв 24  | Побед 18 | Поражений 6 |
| -------- | -------- | ----------- |
| Нокаутом | 10       | 4           |
| Сдачей   | 3        | 1           |
| Решением | 5        | 1           |

| Результат | Рекорд | Соперник           | Способ                               | Турнир                                      | Дата            | Раунд | Время | Место                    | Примечание                                                          |
| --------- | ------ | ------------------ | ------------------------------------ | ------------------------------------------- | --------------- | ----- | ----- | ------------------------ | ------------------------------------------------------------------- |
| Победа    | 18-6   | Ион Куцелаба       | Раздельное решение                   | UFC 315                                     | 10 мая 2025     | 3     | 5:00  | Монреаль, Квебек, Канада |                                                                     |
| Победа    | 17–6   | Рафаэл Секейра     | KO (удары)                           | UFC Fight Night: Сехудо vs. Сун             | 23 февраля 2025 | 1     | 2:12  | Сиэтл, Вашингтон, США    |                                                                     |
| Победа    | 16–6   | Марчин Пранчиньё   | Сдача (ручной треугольник)           | UFC 304                                     | 27 июля 2024    | 3     | 3:12  | Манчестер, Англия        |                                                                     |
| Поражение | 15–6   | Витор Петрино      | KO (удар)                            | UFC Fight Night: Алмейда vs. Льюис          | 4 ноября 2023   | 2     | 1:03  | Сан-Паулу, Бразилия      |                                                                     |
| Победа    | 15–5   | Заг Пауга          | Единогласное решение                 | UFC on ESPN: Веттори vs. Каннонир           | 17 июня 2023    | 3     | 5:00  | Лас-Вегас, Невада, США   |                                                                     |
| Победа    | 14–5   | Тайсон Педро       | Единогласное решение                 | UFC 284                                     | 12 февраля 2023 | 3     | 5:00  | Перт, Австралия          |                                                                     |
| Победа    | 13–5   | Чак Кэмпбелл       | KO (удар)                            | Cage Warriors 148                           | 31 декабря 2022 | 4     | 0:22  | Лондон, Англия           | Завоевал вакантный титул чемпиона Cage Warriors в полутяжёлом весе  |
| Победа    | 12–5   | Ли Чедвик          | Единогласное решение                 | Cage Warriors 145                           | 4 ноября 2022   | 3     | 5:00  | Лондон, Англия           |                                                                     |
| Поражение | 11-5   | Халил Раунтри      | TKO (удар ногой)                     | UFC Fight Night: Брансон vs. Тилл           | 4 сентября 2021 | 2     | 2:30  | Лас-Вегас, США           |                                                                     |
| Поражение | 11-4   | Михал Олексейчук   | Решение (раздельное)                 | UFC 260                                     | 27 марта 2021   | 3     | 5:00  | Лас-Вегас, США           |                                                                     |
| Поражение | 11-3   | Джимми Крут        | KO (удары)                           | UFC Fight Night: Ортега vs. Корейский зомби | 18 октября 2020 | 1     | 2:01  | Абу-Даби, ОАЭ            |                                                                     |
| Победа    | 11-2   | Андреас Михайлидис | TKO (локти)                          | UFC on ESPN: Каттар vs. Иге                 | 16 июля 2020    | 1     | 5:00  | Абу-Даби, ОАЭ            | «Выступление вечера» (1)                                            |
| Победа    | 10-2   | Рикардо Носилья    | KO (локти)                           | Cage Warriors 111                           | 22 ноября 2019  | 1     | 3:51  | Лондон, Англия           | Защитил (1) титул чемпиона Cage Warriors в полутяжёлом весе.        |
| Победа    | 9-2    | Мартин Гамлет      | ТKO (удары)                          | Cage Warriors 106: Night of Champions       | 29 июня 2019    | 4     | 3:56  | Лондон, Англия           | Завоевал вакантный титул чемпиона Cage Warriors в полутяжелом весе. |
| Победа    | 8-2    | Марчин Войцик      | TKO (удары)                          | Cage Warriors 102                           | 2 марта 2019    | 2     | 4:09  | Лондон, Англия           |                                                                     |
| Победа    | 7-2    | Дэн Конэке         | TKO                                  | FightStar Championship 16                   | 15 декабря 2018 | 1     | 2:30  | Лондон, Англия           | За пояс FSC в полутяжелом весе.                                     |
| Победа    | 6-2    | Кристиан Лапсли    | Технический самбишн (удушение сзади) | Cage Warriors 93                            | 28 апреля 2018  | 1     | 2:39  | Гётеборг, Швеция         |                                                                     |
| Победа    | 5-2    | Пелу Адетола       | Самбишн (удушение сзади)             | Cage Warriors 92: Super Saturday            | 24 марта 2018   | 1     | 4:10  | Лондон, Англия           |                                                                     |
| Поражение | 4-2    | Джон Редмонд       | TKO (удары)                          | Cage Warriors Fighting Championship 77      | 8 июля 2016     | 1     | 1:12  | London, England          | Бой в среднем весе.                                                 |
| Поражение | 4-1    | Павел Дорофтей     | Самбишн (блок ноги)                  | Ultimate Challenge MMA 47                   | 7 мая 2016      | 1     | 0:18  | Лондон, Англия           | Дебют в полутяжелом весе. За пояс UCMMA в полутяжелом весе.         |
| Победа    | 4-0    | Дейв Ринтоул       | TKO (удары)                          | Too Much Talent: Fight Night 6              | 28 ноября 2015  | 1     | 4:17  | Чертси, Англия           |                                                                     |
| Победа    | 3-0    | Кес Мамба          | TKO (удары)                          | Ultimate Challenge MMA 45                   | 7 ноября 2015   | 2     | 1:03  | лондон, Англия           |                                                                     |
| Победа    | 2-0    | Нельсон Лима       | TKO (удары)                          | Ultimate Challenge MMA 44                   | 5 сентября 2015 | 2     | 2:14  | Лондон, Англия           |                                                                     |
| Победа    | 1-0    | Арвидас Джуска     | Решение (Единогласное)               | Ultimate Challenge MMA 43                   | 2 мая 2015      | 3     | 5:00  | Лондон, Англия           | Дебют в среднем весе.                                               |